# Hans Sackemark
Hans Edvard Olof Sackemark, född 8 maj 1928 i Karlskrona, död 3 oktober 2007, var en svensk skådespelare och filmproducent.

## Filmografi (urval)
- 1954 – Gula divisionen
- 1955 – Hoppsan!
- 1955 – Mord, lilla vän
- 1955 – Sista ringen
- 1956 – Sceningång
- 1956 – Blånande hav
- 1957 – Räkna med bråk
- 1962 – Sex roller söka en författare

## Producent
- 1970 – Reservatet